# Rahu Saddle
Der Rahu Saddle ist ein 685 m hoher Pass in der Region West Coast auf der Südinsel Neuseelands.

## Geographie
Von Reefton im Nordwesten das Tal des Inangahua River hinauf kommend überquert der New Zealand State Highway 7 die Victoria Range am Rahu Saddle. Nach Südosten hin folgt er dem Verlauf des Rahu River ins Tal bis Springs Junction, bevor er erneut bergauf bis zum Lewis Pass führt.
Westlich des Rahu Saddle liegt der Mount Haast, zu dem ein Wanderweg führt. Weitere Wanderwege starten vom Pass aus.